# باقرآباد (زواره)
باقرآباد (زواره) یک روستا در ایران است که در شهرستان اردستان استان اصفهان واقع شده‌است. اسلام‌آباد ۱۸ نفر جمعیت دارد.